# Cataponus grypnus
Cataponus grypnus är ett släkte av skalbaggar. Cataponus grypnus ingår i familjen vivlar.
Kladogram enligt Catalogue of Life:
| Cataponus grypnus | \| \| Cataponus grypnus bengalensis \| \| \| \| \| \| Cataponus grypnus indicus \| \| \| \| |
|                   | \| \| Cataponus grypnus bengalensis \| \| \| \| \| \| Cataponus grypnus indicus \| \| \| \| |
|                   | Cataponus grypnus bengalensis                                                               |
|                   |                                                                                             |
|                   | Cataponus grypnus indicus                                                                   |
|                   |                                                                                             |